# Dactylochelifer brachialis
Dactylochelifer brachialis är en spindeldjursart som beskrevs av Beier 1952. Dactylochelifer brachialis ingår i släktet Dactylochelifer och familjen tvåögonklokrypare. Inga underarter finns listade i Catalogue of Life.